# Villers-Faucon
Villers-Faucon is een gemeente in het Franse departement Somme (regio Hauts-de-France) en telt 625 inwoners (1999). De plaats maakt deel uit van het arrondissement Péronne.

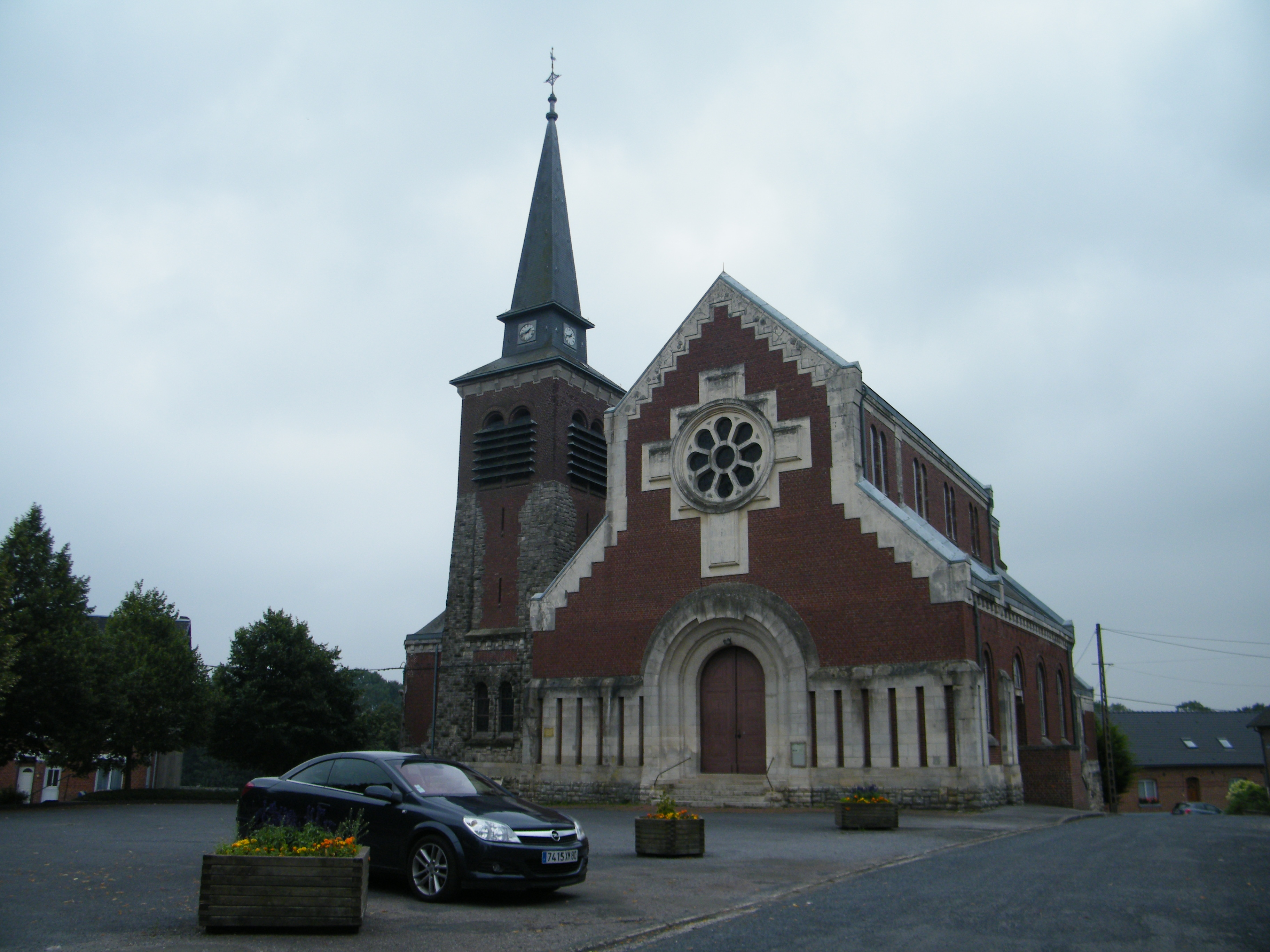
Kerk in Villers-Faucon

## Geografie
De oppervlakte van Villers-Faucon bedraagt 11,4 km², de bevolkingsdichtheid is 54,8 inwoners per km².
De onderstaande kaart toont de ligging van Villers-Faucon met de belangrijkste infrastructuur en aangrenzende gemeenten.

## Demografie
Onderstaande figuur toont het verloop van het inwonertal (bron: INSEE-tellingen).